# Wingo (Telekommunikationsmarke)
Wingo ist eine Marke der überwiegend in der Schweiz tätigen Swisscom (Schweiz) AG und bietet Mobilfunk- wie auch Internettarife an. Der Anbieter ist seit April 2015 auf dem Schweizer Telekommunikationsmarkt unter eigenem Namen tätig, ist aber nur eine eingetragene Marke und keine eigenständige Firma.

## Produkte
Zum Portfolio von Wingo gehören diverse Produkte im Prepaid- und Postpaid-Bereich, zudem gibt es DSL- und Glasfaseranschlüsse ebenso wie TV-Angebote. Bei allen Produkten nutzt Wingo ausschliesslich das Netz der Swisscom AG. Zudem lassen sich auch Smartphones verschiedener Marken über den Anbieter beziehen.

### Postpaid
Wingo bietet diverse Abos mit unterschiedlichen Leistungen an. Diese lassen sich mit oder ohne Smartphone beziehen. Ein Grossteil der von Wingo verkauften Postpaid-Abos sind sogenannte Flatrate-Angebote. Dabei zahlen Kunden einen Festpreis und können die enthaltenen Leistungen dann beliebig oft nutzen. Solche Abos sind beispielsweise Wingo Swiss, Wingo Swiss Plus, Wingo Swiss Pro, Wingo Europe oder Wingo International. Ein Grossteil dieser Abonnements beinhaltet auch Leistungen für das Ausland, d. h. ausserhalb der Schweiz und Liechtenstein.

### Prepaid
Wingo hat drei Prepaid-Angebote: Flat Pass 7, 30 und 365. Diese lassen sich zwar aufladen, haben aber eine feste Laufzeit.

### Breitband
Bei dem Anbieter Wingo gibt es drei verschiedenen Angebote, die für DSL und Glasfaser zur Verfügung stehen. Zudem gibt es ein TV-Angebot.

## Marketing
Die Marke Wingo fokussiert sich auf eine eher jüngere Zielgruppe als die von Swisscom und verspricht dabei niedrige Preise. In erster Linie sollen Personen angesprochen werden, die auf Serviceleistungen wie eine Gratis-Hotline oder -Beratung verzichten und insofern preissensibel sind. So bezeichnet sich das Unternehmen selbst als Online-Marke. Gleichwohl sind Wingo-Abos seit 2020 auch in den physischen Filialen von Mobilezone erhältlich.
Die Marke hat bereits etliche Male im Rahmen von Werbekampagnen mit dem Schweizer Comedian Charles Nguela zusammengearbeitet.